# Manuel Rosales

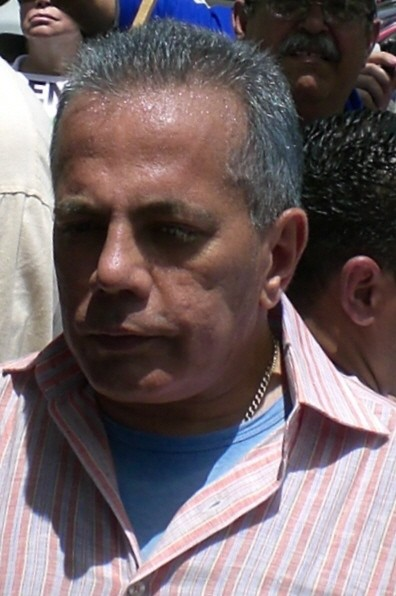

Manuel Rosales Guerrero (Santa Bárbara del Zulia, 12 december 1952) is een Venezolaanse politicus. Hij was in de Venezolaanse presidentsverkiezingen van 2006 de belangrijkste uitdager van president Hugo Chávez, van wie hij niet wist te winnen.
Rosales, die zijn studie rechten moest afbreken toen zijn vader stierf en die daarna leraar werd, was van 2000 tot 2006 de 69ste gouverneur van de olierijke deelstaat Zulia. Hij was de leider van de politieke partij Un Nuevo Tiempo. In augustus 2006 werd hij door een samenwerkingsverband van zo'n veertig oppositiegroeperingen naar voren geschoven als tegenkandidaat van Hugo Chavez. Net als deze voerde hij een populistische campagne, waarin hij het armste deel van de bevolking, waaronder de 30% zwarte Venezolanen, een groter aandeel beloofde in de olie-inkomsten. Chavez verweet hij deze te verkwanselen aan landen als Cuba en Bolivia.
Na zijn nederlaag werd hij burgemeester van Maracaibo tot het regime in 2009 een arrestatiebevel tegen hem uitvaardigde. Hij werd beschuldigd van corruptie in zijn tijd als gouverneur. Rosales ontvluchtte het land en kreeg asiel in Peru.